# Muscolo occipitofrontale
Il muscolo occipitofrontale è un muscolo digastrico appiattito del corpo umano, costituito da due parti:
- il ventre occipitale, vicino all'osso occipitale.
- il ventre frontale, vicino all'osso frontale.[1]

Alcuni autori considerano l'occipitofrontale come una struttura formata da due distinti muscoli, il frontale e l'occipitale. Tuttavia, la terminologia anatomica corrente lo classifica come un singolo muscolo.

## Struttura
Il ventre frontale del muscolo occipitofrontale origina dal margine anteriore della galea aponeurotica e si inserisce alla faccia profonda della cute del sopracciglio e della glabella. Il ventre occipitale del muscolo si inserisce alla linea nucale superiore e origina dal margine posteriore della galea aponeuoritca.

## Funzioni
Nel muscolo occipitale, il ventre frontale solleva la cute delle sopracciglia e trae in avanti la galea aponeurotica, mentre il ventre occipitale la ritrae.